# 1079
Високе Середньовіччя •  Золота доба ісламу •  Реконкіста •  Київська Русь

## Геополітична ситуація
Візантію очолює Никифор III Вотаніат. Генріх IV є королем Німеччини, а Філіп I — королем Франції.
Апеннінський півострів розділений між численними державами: північ належить Священній Римській імперії, середню частину займає Папська область, південна частина півострова окупована норманами. Деякі міста півночі: Венеція, Генуя, мають статус міст-республік.
Південь Піренейського півострова займають численні емірати, що утворилися після розпаду Кордовського халіфату. Північну частину півострова займають християнські Кастилія, Леон (Астурія, Галісія), Наварра, Арагон та Барселона. Вільгельм Завойовник є королем Англії, Олаф III — королем Норвегії, а Гаральд III М'який — Данії.
У Київській Русі почав княжити Всеволод Ярославич. Королем Польщі став Владислав I Герман. Хорватію очолює Дмитар Звонімир. На чолі королівства Угорщина стоїть Ласло I.
Аббасидський халіфат очолює аль-Муктаді під патронатом сельджуків, які окупували Персію, в Єгипті владу утримують Фатіміди, у Магрибі панують Альморавіди, у Середній Азії правлять Караханіди, Газневіди втримують частину Індії. У Китаї продовжується правління династії Сун. Значною державою в Індії є Чола. В Японії триває період Хей'ан.

## Події
- Тмутараканські хозари схопили князя Олега Святославича і відправили до Константинополя.
- Польський король Болеслав II Сміливий стратив єпископа Кракова Станіслава, що викликало обурення в країні. Болеславу довелося втікати в Угорщину. Польським князем став брат Болеслава Владислав I Герман (без королівського титулу).
- Королями Швеції стали Хальстен I Стенкілсон та Інге I Старший.
- Король Англії Вільгельм Завойовник установив у країні заповідник Нью-Форест.
- На церковному соборі в Римі номіналіст Беренгар Турський відмовився від заперечення реальної присутності Христа в причасті.

## Наука
- Перський науковець Омар Хаям обрахував тривалість року з найбільшою на ті часи точністю і запропонував календар, точніший від сучасного григоріанського.

## Померли
- 2 серпня — Роман Святославич, тмутараканський князь.